# Black Mountain-prelude
De Black Mountain-prelude is een compositie van Richard Arnell.
Arnell schreef weinig programmatische muziek, maar hij gaf toe dat dit een van de werken was. Het is een muzikaal portret van het landgoed Black Mountain, dat in de buurt ligt van de berg Black Mountain in Vermont nabij Brattleboro. Hij had daar regelmatig ontmoetingen met Robert J. Flaherty. Arnell schreef het tijdens zijn verblijf aldaar. Hij gaf ook een andere verklaring voor het werk. Het zou een impressie zijn van frustratie tijdens het componeren zelf. 
Het vrij korte werk is melodieus van opzet. In het midden van het werk zit een enorm crescendo, het zal de berg  (“slechts" 390 meter hoog) zijn of een toppunt van frustratie.
De wereldpremière werd gegeven door het New York Philharmonic onder leiding van Leopold Stokowski op 29 oktober 1949. Het was een opvallend werk tussen de overige programmering:
- Richard Arnell: Black Mountain-prelude
- Reinhold Glière: Symfonie nr. 3
- Wolfgang Amadeus Mozart: Pianoconcert nr. 9 KV271
- Richard Strauss: Tod und Verklärung

Arnell schreef het voor:
- 1 piccolo, 2 dwarsfluiten, 2 hobo's, 2 klarinetten, 2 fagotten
- 4 hoorns, 3 trompetten, 3 trombones, 1 1 tuba
- pauken, grote trom
- violen, altviolen, celli, contrabassen